# Северни Варовикови Алпи
Северните Варовикови Алпи (на немски: Nördliche Kalkalpen) са планина в Централна Европа, образуваща северната част на Източните Алпи. Най-висока точка е връх Парсайершпице (3036 m).
Заемат ивица, ориентирана от изток на запад от Виена до Боденското езеро, разположена на територията на Австрия и най-южните части на Бавария в Германия. На юг граничи с Централните Източни Алпи, а на север се спуска към алпийските предпланини.